# Балавадзе Максим Костянтинович
Максим Костянтинович Балавадзе (1910, село Ганір-Квітірі, тепер Імеретія, Грузія — ?) — грузинський радянський державний діяч, 1-й секретар ЦК ЛКСМ Грузії, секретар ЦК КП(б) Грузії, 1-й секретар Кутаїського обласного комітету КП(б) Грузії. Член ЦК КП(б) Грузії. Депутат Верховної ради Грузинської РСР. Депутат Верховної ради СРСР 2—3-го скликань.

## Життєпис
У 1934 році закінчив Закавказький інститут інженерів шляхів сполучення.
З 1934 по 1935 рік служив у Червоній армії.
У 1937—1939 роках — начальник школи фабрично-заводського учнівства Тбіліського паровозовагоноремонтного заводу імені Сталіна; начальник відділу підготовки кадрів Тбіліського паровозовагоноремонтного заводу імені Сталіна.
Член ВКП(б) з 1939 року.
У 1939—1941 роках — завідувач сектору кадрів харчової промисловості відділу кадрів ЦК КП(б) Грузії; завідувач промислового відділу Тбіліського міського комітету КП(б) Грузії; завідувач транспортного відділу ЦК КП(б) Грузії.
З 1941 року — в Червоній армії, учасник німецько-радянської війни. У 1941 році був старшим інструктором відділу кадрів політичного відділу 4-ї армії, поранений 28 жовтня 1941 року. Після одужання перебував на політичній роботі в 392-й стрілецькій дивізії. До серпня 1943 року служив начальником політичного відділу дивізії.
У серпні 1943 — серпні 1946 року — 1-й секретар ЦК ЛКСМ Грузії.
У 1946 — листопаді 1948 року — завідувач транспортного відділу ЦК КП(б) Грузії, завідувач відділу промисловості та транспорту ЦК КП(б) Грузії. Одночасно в 1946 — листопаді 1948 року — заступник секретаря ЦК КП(б) Грузії із транспорту.
У листопаді 1948 — грудні 1951 року — завідувач транспортного відділу ЦК КП(б) Грузії.
У грудні 1951 — 2 квітня 1952 року — секретар ЦК КП(б) Грузії.
У квітні 1952 — травні 1953 року — 1-й секретар Кутаїського обласного комітету КП(б) Грузії.
Подальша доля невідома. На 1985 рік — персональний пенсіонер.

## Звання
- старший політрук
- батальйонний комісар
- майор

## Нагороди
- орден Вітчизняної війни ІІ ст. (6.04.1985)
- орден Трудового Червоного Прапора
- орден Червоної Зірки (13.12.1942)
- медаль «За оборону Кавказу»
- медаль «За перемогу над Німеччиною у Великій Вітчизняній війні 1941—1945 рр.»
- медаль «За доблесну працю у Великій Вітчизняній війні 1941—1945 рр.»
- медалі